# Наксосское герцогство

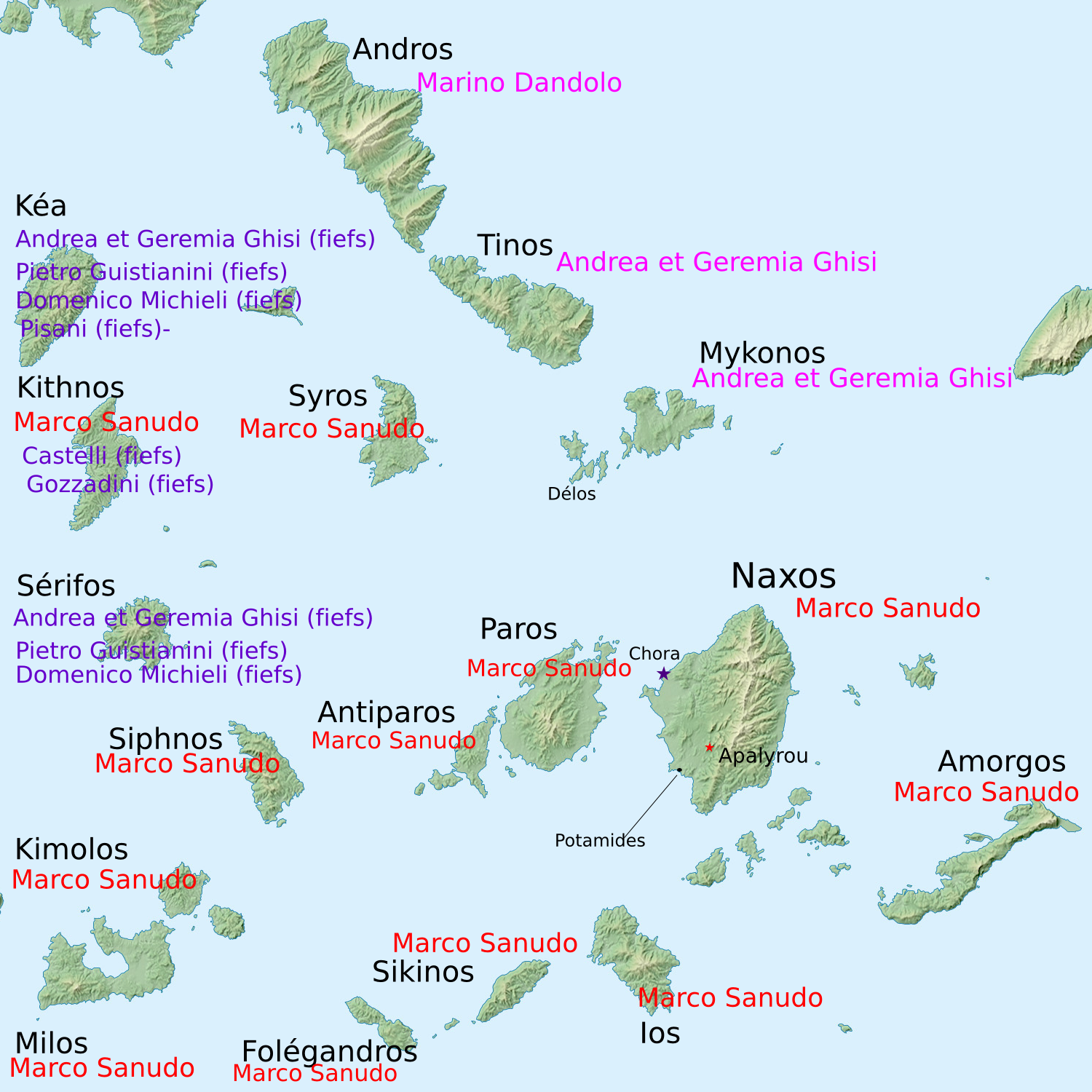
Острова и их завоеватели

Герцогство Архипелага или Герцогство Наксосское (1207—1579) — герцогство, образованное Венецианской республикой после 4-го крестового похода на островах Эгейского моря. Являлось вассалом Латинской империи. Первым герцогом и основателем стал Марко Санудо.

## Предыстория
Острова Эгейского моря, населённые в основном православными греками, традиционно являлись владением Византии. После её значительного ослабления в конце XI века, итальянские республики и города-государства (Венеция, Генуя, Пиза) уделяют всё большее внимание контролю за торговлей в империи, в том числе и за стратегически важными островами. В 1204 году, когда крестоносцы захватывают Константинополь, у венецианцев появляется реальная возможность заполучить острова.

## Венецианское управление
Воспользовавшись этим, Венецианская республика в 1207 году включает острова в состав вассального герцогства под контролем своей талассократической республики. Сама Венеция напрямую контролирует и другие крупные греческие острова (Эвбея, Кипр, Крит с более мелкими островами).
По сравнению с собственно венецианскими территориями, власть Венеции над Наксосским герцогством была несколько менее ощутима из-за разбросанности архипелага, а её политика по внедрению католичества соответственно менее планомерной. Хотя венецианская феодальная система была практически идентична византийской, попытки внедрить католичество вызывают протест среди местного греческого крестьянства, сохраняющего православие. На острове Наксос вспыхивает восстание, повстанцы укрываются в крепости Апалирос (Апалире), где они сдаются после 6-недельной осады венецианцами. При этом финансовую помощь повстанцам оказывает Генуя, стремившаяся ослабить своего главного конкурента в регионе — Венецию.

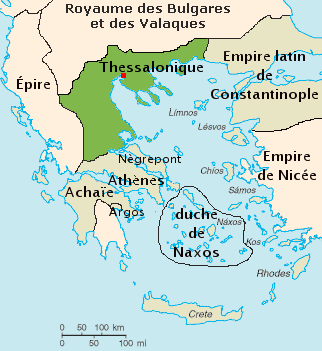
Герцогство Наксос в 1204 году.

По мере раздачи или продажи земли венецианским подданным формальное герцогство дробится на несколько более мелких фамильных владений. На островах также формируется своеобразная система социально-этнических отношений, при которых небольшая группа итальянцев католического вероисповедания проживает в главном посёлке острова, а зависимые греческие крестьяне проживают в сельской местности. Из-за резкого сокращения греческого населения в годы войн и эпидемий венецианцы, а затем и турки привлекают сюда группы албанских поселенцев (арнауты), осевших на острове Андрос.
Османская империя постепенно аннексирует острова в XVI—XVIII веках, однако известно что семья Гоццадини из Болоньи удерживала остров Сифнос до 1617 года, а остров Тинос контролировался Венецией до 1714 года.
В ходе венецианско-турецких столкновений, местные греки как правило сотрудничали с турками, которые предоставляли большую автономию православной церкви на землях, отнятых у Византийской империи.

## Правители герцогства
В 1207 году венецианец Марко Санудо захватил несколько островов Киклады. Марко Санудо сохранил за собой владение островами Наксос, Парос, Андипарос, Сирос, Китнос, Сифнос, Иос, Милос, Кимолос, Фолегандрос и Сикинос. Острова, которые были вассалами герцогства Архипелага (1207—1566), основанного Марко Санудо, — Андрос был передан во фьеф Марино Дандоло в 1207—1233 гг., Аморгосом владели Андреа и Иеремия Гизи, островами Кея и Серифос владели Гизи, Джустиниани и Микьель в 1207—1328 гг., островами Тира и Тирасия владели Бароцци в 1207—1350 гг., островом Анафи владели Фосколо в 1207—1269 гг. В 1210 году император Латинской империи Генрих I Фландрский провозгласил Санудо наследственным герцогом Додеканнисским, или Архипелажским (Duca dell' Arcipelago). Столицей стал Наксос. Преемники Марко Санудо под именем герцогов Наксосских владели большей частью унаследованных островов. После смерти Джованни I Санудо в 1362 году Нерио Аччайоли искал — в числе многих других — руки его наследницы и дочери Фиоренцы Санудо, вдовы сеньора Негропонта Джованни далле Карчери, но Венеция воспрепятствовала этому браку, стремясь усилить своё влияние на герцогство. Фиоренцу похитили венецианские агенты, доставили на Крит и шантажировали, чтобы она вышла замуж за своего двоюродного брата Никколо. В 1383 году эта династия сменилась родом Криспо, после того как Франческо I Криспо в открытом восстании захватил власть. Последний герцог из этого рода Джакомо IV Криспо правил до 1566 года, когда султан Селим II передал власть Иосифу Наcи. Когда новый герцог умер в 1579 году, острова вошли в состав Османской империи.

### Династия Санудо
- Марко I Санудо (1207—1227 годы)
- Анжело Санудо (1227—1262 годы)
- Марко II Санудо (1262—1303 годы)
- Гульельмо I Санудо (1303—1323 годы)
- Никколо I Санудо (1323—1341 годы)
- Джованни I Санудо (1341—1361 годы)
- Фиоренца I Санудо (1361—1371 годы)
  - Никколо II Санудо Спеццабанда (1364—1371 годы)
- Никколо III далле Карчери (1371—1383 годы)
- Фиоренца II Санудо (1383 год)

### Династия Криспо
- Франческо I Криспо (1383—1397 годы)
- Джакомо I[фр.] (1397—1418 годы)
- Джованни II (1419—1437 годы)
- Джакомо II (1437—1447 годы)
- Джан Джакомо[фр.] (1447—1453 годы)
- Гульельмо II (1453—1463 годы)
- Франческо II[фр.] (1463 год)
- Джакомо III (1463—1480 годы)
- Джованни III (1480—1494 годы)
- Франческо III (1500—1511 годы)
- Джованни IV (1517—1564 годы)
- Джакомо IV (1564—1566 годы)

### Управление Османской империи
- Иосиф Наси (1566—1579 годы)